# Jürg Dick
Jürg Dick (* 2. Mai 1963 in Solothurn) ist ein ehemaliger Schweizer Curlingspieler. Sein grösster Erfolg war der Gewinn des Demonstrationswettbewerbs bei den XVI. Olympischen Winterspielen 1992 in Albertville.        

## Sportliche Karriere
Bei den Junioren war Jürg Dick dreimaliger Schweizer Meister (1980, 1981 und 1982) und nahm in diesen Jahren als Second im Team der Schweiz an den Curling-Juniorenweltmeisterschaften teil. 
Dick spielte als Third der Schweizer Mannschaft bei den XVI. Olympischen Winterspielen 1992 in Albertville im Curling. Sein Bruder Urs Dick war bei den Spielen der Skip. Die Mannschaft gewann die olympische Goldmedaille nach einem 7:6-Sieg im Final gegen Norwegen um Skip Tormod Andreassen. Da Curling damals noch eine Demonstrationssportart war, besitzt die Medaille keinen offiziellen Status. Im Dezember des gleichen Jahres traten Jürg Dick und sein Bruder auch bei der Curling-Europameisterschaft in Perth an, wo das Schweizer Team (zusammen mit Schottland) die Bronzemedaille gewann. 
Im Seniorensport (Kategorie Senioren 1) konnte Dick noch einmal drei Meistertitel mit seinem Team erlangen.
Nach einer Rückenoperation musste er seine aktive Karriere beenden. Von 2012 bis Ende 2015 war er Präsident des CC Wengi-Solothurn. 2014 wurde er zum Ehrenmitglied des Clubs ernannt.

## Erfolge
- 1. Platz Olympische Winterspiele 1992 (Demonstrationswettbewerb)
- 3. Platz Europameisterschaft 1992

## Privatleben
Gegenwärtig arbeitet Dick bei der Saudan AG in Solothurn als Heizungszeichner.
Er hat einen Sohn.